# Apink
Apink (em coreano:  hangul: 에이핑크; rr: Eipingkeu) é um grupo feminino sul-coreano formado pela Plan A Entertainment (hoje conhecida como Cube Entertainment) em 2011. É composto por cinco integrantes: Chorong, Bomi, Eunji, Namjoo e Hayoung. Sua formação original incluía Hong Yoo-kyung (Yookyung) e Son Na-eun (Naeun). Elas estrearam em 21 de abril de 2011 no M!Countdown com a faixa "Mollayo" (몰라요; "I Don't Know") do extended play de estreia Seven Springs of Apink. Apink lançou seu single de estreia japonesa em 22 de outubro de 2014 com a versão japonesa da faixa "NoNoNo". Em 29 de abril de 2021, a Play M Entertainment anunciou oficialmente que Naeun havia deixado a agência após o término de seu contrato exclusivo, enquanto as outras cinco membros do Apink renovaram seus contratos com a agência. No entanto, após alguns meses ela saiu do grupo durante as promoções de "Dilemma".

## História

### Pré-estreia
A primeira trainee a ser revelada como membro do novo girl group da Plan A Entertainment (hoje conhecida como Cube Entertainment) foi Son Na-eun, que participou dos vídeos musicais "Soom" (숨; "Breath"), "Beautiful" e "Ni-ga Je-il Joh-a" (니가 제일 좋아; "I Like You the Best") do grupo B2ST, integrante da mesma empresa. A segunda foi Park Cho-rong, que participou do vídeo musical japonês "Shock", também do B2ST. Um tempo depois foi revelado que o novo girl group seria da divisão da Cube Entertainment chamada A Cube Entertainment. Em 21 de fevereiro, a A Cube Entertainment criou uma conta oficial no Twitter e revelou Oh Ha-young, a terceira membro do APink. Jung Eun-ji foi apresentada pelo Twitter da A Cube cantando a música "Love You I Do", da Jennifer Hudson. Hong Yoo-kyung foi revelada em um vídeo tocando piano. Yoon Bo-mi e Kim Nam-joo foram reveladas por último no Twitter.
Antes do grupo debutar, o documentário APink News foi no ar pela canal de TV à cabo coreana Trend E. O episódio piloto de Apink News foi ao ar dia 11 de março. O show mostra o processo de debut do A Pink. Cada episódio um artista era convidado para ser âncora. Dentre os artistas apareceram G.NA, Mario, Seung-ho e G.O, do MBlaq, B2ST, 4Minute, Jin-woon, do 2AM, Sung-gyu e Sung-jong do Infinite e Hyo-sung e Sun-hwa do Secret.

### 2011: Estreia, Seven Springs of APink e Snow Pink
Em 13 de abril, o teaser para o vídeo musical para o EP de debut do APink, Seven Springs of A Pink foi lançado. O tema do teaser era a primavera com a ideia de beleza e inocência. O grupo lançou o EP e o vídeo musical para o single "Mollayo" (몰라요; "I Don't Know"), em 19 de abril. O EP contém 5 faixas, incluindo "It Girl" e "Wishlist". O vídeo musical de "Mollayo" tem participação de Kikwang do B2st. Apink fez seu debut no M!Countdown em 21 de abril para promover seu EP. Durante o primeiro fanmeet do grupo, foi revelado que o nome do fã-clube é "Panda Of A Pink", uma brincadeira com o nome do grupo e a palavra fã em coreano (팬, paen). Quando as promoções de "Mollayo" acabaram, o grupo continuou a promover o EP com "It Girl" em programas musicais semanais. APink também gravou a música "Uri Geunyang Saranghage Haejuseyo" (우리 그냥 사랑하게 해주세요; "Please Let Us Love") para o popular drama Protect The Boss do canal SBS. A trilha sonora foi lançada em setembro de 2011.
Em novembro de 2011, o grupo começou a gravar um novo reality-show chamado Birth Of A Family com a boy band Infinite. O show mostra a jornada dos dois grupos cuidando de animais abandonados e mal-tratados por oito semanas. O primeiro episódio foi ao ar em 12 de novembro.
O segundo EP, Snow Pink, foi lançado em 22 de novembro, com o single "My My". O EP contém 5 faixas, incluindo "Yeah" e "Prince". O teaser para o vídeo musical de My My foi lançado em 21 de novembro. As promoções de "My My" começaram em 25 de novembro no Music Bank, da KBS. A música ficou particularmente conhecida por soar como grupos de 2000, como Fin K.L e S.E.S. Durante as promoções de "My My", o grupo abriu um café por um dia, servindo fãs para levantar fundos para a caridade, com todas as bebidas e comidas preparadas por elas. Também houve um leilão com itens pessoais do Apink para a caridade. O uso do dinheiro arrecadado foi mostrado na segunda temporada do Apink News no episódio 6.
Em 29 de novembro, APink ganhou o prêmio de "Melhor Novo Artista Feminino"  no 13º Mnet Asian Music Awards.
APink lançou uma música com o B2st chamada "Skinny Baby" para a marca de uniformes escolares Skool Looks em 26 de dezembro. A faixa foi escrita por Kim Tae Wan e Yoon Sang Jo.

### 2012: Une Annee

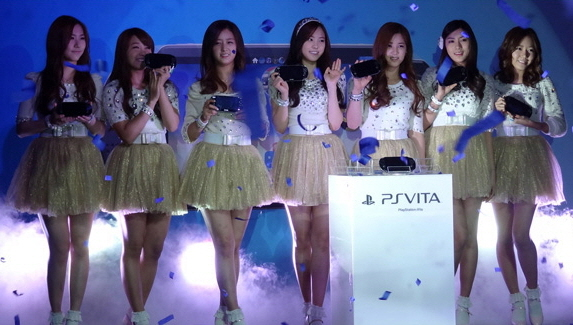
A Pink em fevereiro de 2012.

Em 5 de janeiro, o grupo ganhou o primeiro prêmio (ou win) de programa semanal no M!Countdown da Mnet, com "My My".
Eunji e Yoseob do B2st gravaram o vídeo musical para o dueto Love Day em 13 de março. O single completo chamado "A Cube For Season # Green" foi lançado no dia seguinte. Eunji e Yoseob apresentaram a música em 7 de abril no Show! Music Core, da MBC.
A Pink se apresentou em Toronto, no Canadá para cerca de 1.000-1.6000 fãs em março pelo evento K-Pop Wave X Seoulsonic. Foi a primeira apresentação do girl group fora da Ásia.
Em 19 de abril, o grupo lançou  "4 Wol 19 Il" (4월 19일; "April 19th") como um presente para os fãs comemorando o aniversário de 1 ano do APink. A composição da música foi feita por Kim Jin Hwan e a letra foi escrita pela líder, Chorong.
APink lançou o primeiro álbum de estúdio, Une Annee, em 9 de maio. O vídeo musical de "Hush" foi lançado em 8 de maio e o teaser em 7 de maio. O grupo promoveu o álbum em programas de músicas semanais com Hush. O terceiro single do álbum foi "Bubibu",
escolhido por uma pesquisa Jdo site oficial da Mnet, a segunda opção de escolha era "Cat" e "Bubibu" ganhou com 87.8% dos votos. O single foi lançado digitalmente, incluindo 3 faixas, incluindo uma versão remix de "Bubibu" e a instrumental. O grupo começou as promoções de "Bubibu" em 7 de julho.
Em julho, Eunji debutou como atriz no drama da tvN, Reply 1997. Ela lançou duas músicas para a trilha sonora do drama com Seo In Guk. Bomi e Chorong fizeram uma participação especial em um episódio. All For You, que é originalmente do grupo coreano dos anos 90 Cool, conseguiu 1º lugar no chart coreano e a música estava no top 10 de músicas mais cantada em karaokês por várias semanas. Just the Way We Love, que é originalmente do filme Love Wind, Love Song, também conseguiu 1º lugar nos charts coreanos. A faixa All For You e o casal ganharam 8 prêmios no total.
Em setembro, NaEun fez participação na nova música do Huh Gak, da mesma empresa. Dias depois, Eunji foi confirmada no musical "Legally Blonde" como personagem principal e NaEun em um novo drama da JBTC.
Em outubro, Eunji foi confirmada no drama "Wind Blows in Winter".
Em dezembro, o filme que NaEun participou foi lançado, chamado "Marrying the Mafia 5: Return of the Family.

### 2013: Mudanças nalineupe Secret Garden
Em 2 de janeiro, NamJoo e Eunji lançaram "One Year Ago" com o Hyunseung do B2ST para A CUBE For Season # White. Novamente, Apink e B2st estão promovendo a "Skool Looks" com a música "5! My Baby", que foi lançada dia 6 de janeiro. NaEun participou do vídeo musical da boy band SPEED juntamente com outros artistas. Hayoung participou do novo MV do Huh Gak, "1440", enquanto Eunji cantou "Knowing We're Going to Break Up". O drama que Eunji foi confirmada em outubro de 2012 estreou dia 13 de fevereiro.
No dia 23 de abril foi anunciado que YooKyung deixaria o grupo para se focar nos seus estudos. A Cube disse que ela seria substituída por um novo membro para o comeback, porém, não foi o que aconteceu.
Dia 31 de maio Eunji e Huh Gak lançaram uma música para A CUBE For Season # Blue, chamada "Short Hair", juntamente com o videoclipe, que conseguiu ótimos lugares nas paradas, virando um sucesso.
No dia 23 de junho, A Cube lançou um teaser sobre o comeback, intitulado "Secret Garden". A faixa-título será "NoNoNo" e o mini-álbum terá 6 faixas. É o primeiro comeback sem YooKyung.
Dia 4 de julho o A Pink fez seu regresso no M!Countdown, com "Lovely Day" e "NoNoNo". O videoclipe foi lançado dia 5 de julho, atingindo meio milhão de visualizações em dois dias no YouTube.

### 2014: Pink Blossom, Sub-unit Apink BnN, Debut Japonês e Pink Luv
Em 13 de janeiro foi lançado o single "Good Morning Baby". No dia 14 de março, APink foi nomeado como "Embaixadoras das Relações Públicas" da Administração Militar Masculina. Elas foram o primeiro grupo feminino a se tornarem embaixadoras.

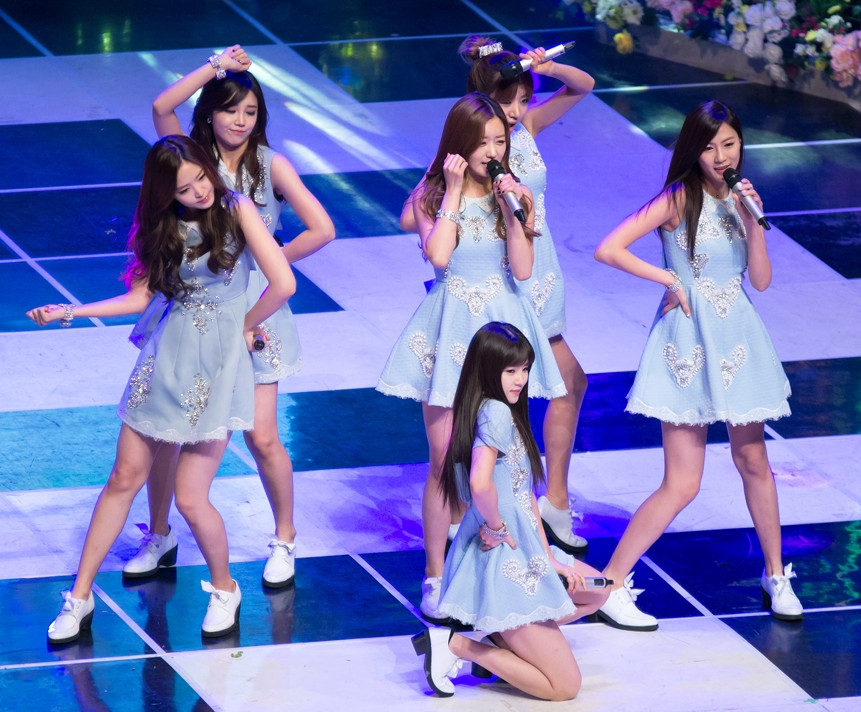
APink performando "NoNoNo" em 8 de Fevereiro de 2014

Em 31 de março APink lançou seu quarto mini-álbum chamando Pink Blossom junto com o vídeo do single "Mr. Chu". A canção recebeu muitas respostas positivas e alcançou o número 1 em nove paradas de música assim que foi lançado. Em 4 de abril, APink fez seu primeiro estágio comeback de "Mr. Chu" no Music Bank da KBS. APink ganhou seis prêmios de programa de música com o "Mr. Chu", o que virou a música de maior sucesso de APink.
Por causa do incidente Sewol, a promoção de "Mr. Chu" e Pink Blossom foi interrompida abruptamente em 16 de abril, e Apink retomou a promoção em shows de música em 8 de maio, com a canção "Sarang Donghwa" (사랑 동화; "Fairytale Love") . A promoção se concluiu com êxito em 25 de maio, no Inkigayo programa de música da SBS. Em 16 de junho, o segundo videoclipe, "Crystal" foi lançado no YouTube.
Em comemoração ao seu terceiro aniversário, APink realizou seu segundo encontro de fãs com sucesso no dia 14 de junho.
APink participou de muitos eventos de música: Vida Nova Para As Crianças, show da MBC, para ajudar as crianças com câncer e leucemia de infância, em 5 de maio (Dia das Crianças na Coreia do Sul); Show da Copa do Mundo - Vamos para o Brasil! em 28 de maio e os 20 anos do Dream Concert em 7 de junho, com outros grupos de K-pop.
Em 27 de junho, Apink BNN, sub-unit de APink, lançou seu single de estreia, "My Darling".
Em 8 de julho foi lançado o single "Break Up To Make Up" para o projeto A Cube for Season #Sky Blue, com Eunji e Huh Gak, e liderou diversas paradas musicais após o seu lançamento online.
Além das atividades na Coreia do Sul, o grupo também estreou no Japão com um showcase em 4 de agosto. Elas lançaram seu primeiro álbum single japonês, NoNoNo (que consiste na versão japonesa de duas músicas, "NoNoNo" e "My My") em 22 de outubro.
Em setembro, APink teve uma campanha de angariação de fundos para construir um hospital especificamente para paciêntes com a doença de Lou Gehrig, e alcançado sua meta apenas em um dia. A campanha terminou em 7 de novembro, e todo o dinheiro arrecadado foi doado para a Fundação Seungil Hope.

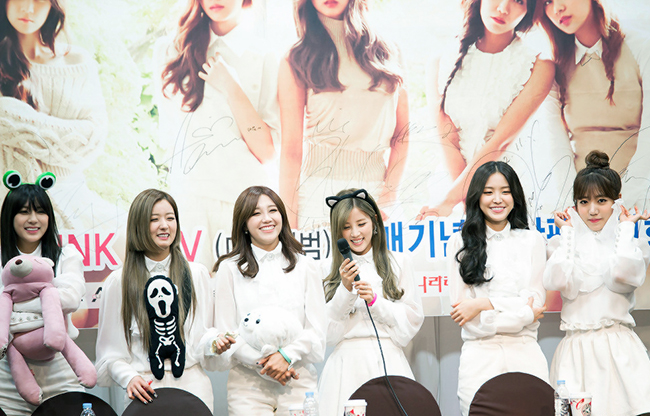
A Pink em um evento de fã em Mokdong no dia 7 de dezembro de 2014

Em novembro, o fã-clube online de APink ultrapassou 100.000 membros, uma ocorrência rara para um grupo feminino coreano. Em 13 de novembro, APink recebeu o prêmio de Melhor Dança Feminina no 6ª Melon Music Awards, com sua canção "Mr. Chu".
Em 21 de novembro elas realizaram seu primeiro comeback aos palcos no Music Bank. Em 24 de novembro, depois de uma semana de atraso, A Pink lançou seu quinto mini-álbum, Pink Luv, junto com o vídeo para o single, "LUV". Horas depois de seu lançamento, "LUV" alcançou o número 1 em todos os principais paradas de música on-line incluindo Melon, Naver, Daum, Mnet e Olleh. Apink também conquistou o primeiro lugar por três semanas seguidas em dois programas musicais, sendo o único grupo feminino a conseguir fazer isso em 2014.
Em dezembro de 2014, "LUV" foi escolhida pela Billboard como uma das melhores músicas de K-pop de 2014. No chart de final de ano da GAON, Apink ficou em terceiro nos grupos femininos que mais venderam em 2014.

### 2015:  Concertos e Versão Japonesa de "Mr. Chu"
Em 4 de janeiro, A Pink concluiu as suas promoções de "LUV" e tornou-se o primeiro grupo a ganhar cinco vezes consecutivas no show em 10 de janeiro no Music Core. No mesmo mês, o grupo levou para casa vários prêmios, incluindo "Digital Bonsang" e "Best Female Performance Group" na 29ª Golden Disk Awards, em Pequim, "Bonsang" e "Popularity" no Seoul Music Awards, "Best Female Group" no Korean Culture and Entertainment Award e "Best Single of December" no Gaon Chart K-pop Awards. O primeiro show solo de Apink, Pink Paradise, que foi realizado no Olympic Hall, Parque Olímpico em 30 e 31 de janeiro de 2015, esgotaram todos os 7.200 ingressos em dois minutos.

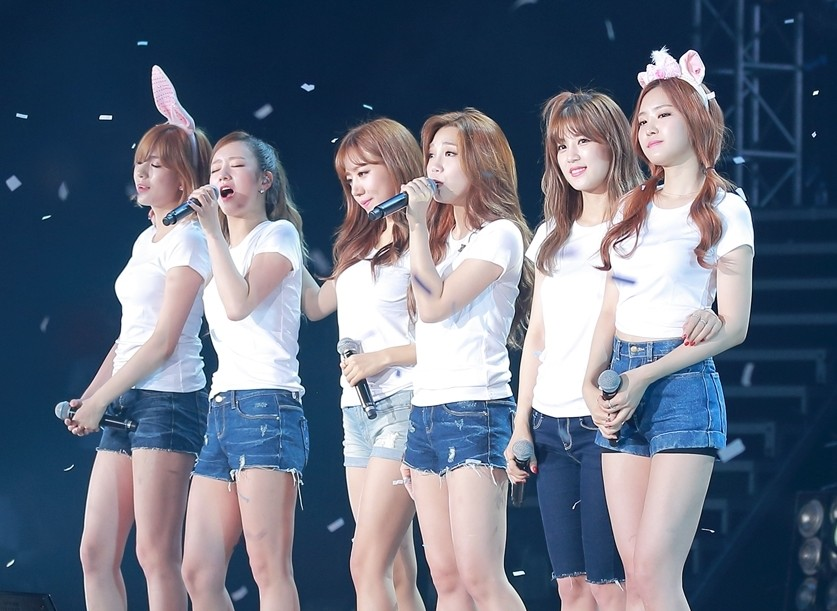
Pink Paradise - Concert 2015

Em 18 de fevereiro de 2015, A Pink lançou a versão japonesa de "Mr. Chu", o single também conterá a versão japonesa do "Hush". Alcançando a segunda posição no Oricon Daily Chart com 11 mil cópias. Após o final da semana, a versão japonesa de "Mr. Chu" vendeu mais de 54 mil cópias alcançando também a segunda posição no Oricon Weekly Chart.
Em fevereiro de 2015, Apink entrou na lista de celebridades mais poderosas pela Forbes Korea, pela primeira vez, estando em 18. No mesmo mês, o grupo foi escolhido como um dos "Melhores 3 Novos Artistas (Ásia)" no Japan Gold Disc Awards, realizado pela Recording Industry Association of Japan. Elas estão programadas para aparecer em uma série de eventos em Cingapura, Hanói e Los Angeles.
O lançamento da versão japonesa do "LUV" foi lançado em 20 de maio para ser o terceiro single do grupo, junto com "Good  Morning Baby" como B-side. Elas apresentaram a canção pela primeira vez no "Girls Award 2015 Spring/Summer" em Tóquio, em 29 de abril antes do lançamento. O grupo também promoveu em Sapporo, Okayama e Osaka como parte do evento promocional.
Em 16 de Julho, o grupo lançou seu segundo álbum, junto com a faixa título ''Remember''. Em 22 e 23 de Agosto o grupo teve seu segundo concerto ''Pink Island'' em Jamsil Indoor Stadium, após o qual elas começaram com atividades no exterior incluindo uma fanmeeting na Tailândia, tiveram sua primeira turnê no Japão, e uma performance na MTV World Stage na Malasia 2015. Em 26 de Agosto o grupo teve seu primeiro álbum japonês ''Pink Season''.
Em Novembro de 2015, APink anúnciou sua primeira turnê na América do Norte programadas para performar em Vancouver, Dallas, São Francisco e Los Angeles. o quarto single japonês do grupo Sunday Monday foi lançado em 9 de Dezembro, junto com a versão japonesa de Petal como B-side track. No final de 2015, APink recebeu Top 10 para Melon Music Awards. O grupo fechou o ano como o segundo girlgroup mais bem vendido de 2015 com as vendas de Pink Luv e Pink Memory

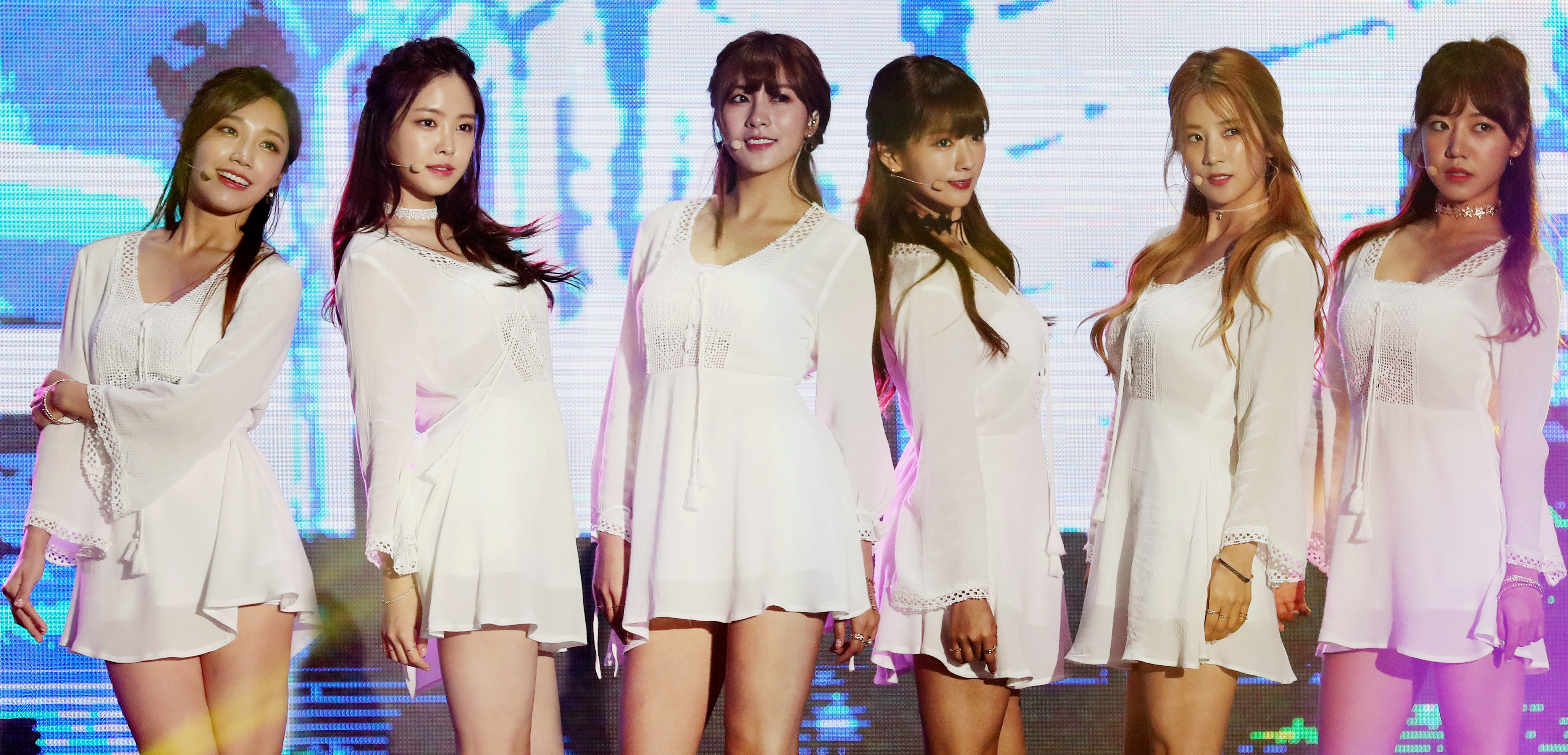
Apink em 2016, performando Only One no Korea Sale Festa Opening Ceremony

### 2016: Japão e Pink Revolution
Apink iniciou o ano com o seu primeiro single originalmente em japonês, em 25 de fevereiro foi lançado "Brand New Days". A música também se tornaria abertura do anime japonês  Rilu Rilu Fairilu. Em 2 de abril, Apink realizou o mini concerto "Pink Memory Day", em Singapura. E em 19 de abril lançou The Wave para comemorar o quinto aniversário do grupo, a música foi escrita por Chorong como meio de agradecimento aos fãs, junto com um Photobook intitulado "Girls" Sweet Rapose". Em 3 de agosto, Apink lançou "Summer Time", seu segundo single originalmente japonês, além de terem realizado diversos apresentações pelo país. 
De volta para Coréia, Apink realizou seu terceiro full-album, nomeado "Pink Revolution", a data do comeback estava marcada para 26 de setembro. Contendo a música título "Only One". Apink promoveu durante um mês e vendeu mais de 50.000 cópias na Coréia do sul. 
Em novembro, Apink iniciou a turnê asiática em Singapura, Pink Aurora passando por diversos locais. Em novembro foi anunciado o Concerto em Seul "Pink Party", seria realizado em 2 dias, 17 e 18 de dezembro. Se tornando o terceiro concerto solo do Apink no país, levou apenas dois minutos para todos os ingressos se esgotarem. 
Durante esse tempo, Apink retornou ao Japão para lançar seu segundo álbum japonês Pink Doll. Em 15 de novembro Apink anunciou seu primeiro álbum especial de natal Dear, contendo música título "Cause You My Star" e outras versões de "Mr.chu", "NoNoNo" e "Luv".

### 2017– Promoções Internacionais; Five
Em 21 de março, Apink lançou seu sétimo single japonês, "Bye Bye". Em 19 de abril, Apink lançou outra música dedicada a seus fãs, "Always".
Em 26 de junho, o mini-álbum "Pink Up" foi lançado, junto do single "Five", escrito por Shinsadong Tiger. Em sua primeira semana de lançamento, "Pink Up" liderou o Gaon Album Chart, o primeiro do grupo a atingir o feito desde "Pink Luv". "Five" alcançou número 4 na parada digital.
Apink lançou seu oitavo single japonês "Motto GO!GO!" em 25 de julho e promoveu a música realizando sua terceira turnê japonesa, "3 Years", apresentando-se em Kobe no dia 22, Nagoya no dia 26 e Yokohama no dia 30 de julho. Em colaboração com os colegas de empresa, Huh Gak e Victon, Apink lançou "Oasis" em 3 de agosto, um remake da música de 2007 do Brown Eyed Girls.
A partir de agosto, Apink começou sua Pink Up Asia Tour, apresentando-se em Hong Kong, Bangkok e Taipei. Em outubro, Apink retornou ao Japão para promover seu nono single japonês, "Orion", e mais tarde naquele mês também anunciou o fechamento de seu fã-clube japonês 'Panda Japan'. No Asia Artist Awards em 15 de novembro, Apink ganhou o 'Prêmio de Melhor Celebridade'.
2018 - Concerto "Pink Space e Mudança de estilo com "I'm So Sick"
Apink realizou seu quarto show coreano Pink Space em Seul nos dias 12 e 13 de janeiro. O show, que foi anunciado em dezembro, teve seus ingressos esgotados três minutos após o anúncio. Em comemoração ao seu sétimo aniversário, Apink lançou o single "Miracle" e um photobook em 19 de abril, seguido de um fanmeeting realizado em 21 de abril.
Em 2 de julho, Apink lançou seu sétimo mini-álbum "One & Six". A faixa-título, "I'm so sick" (hangul: 1도 없어), foi usada para promover o álbum junto com a b-side "Alright". Mais uma vez, Apink trabalhou com o colaborador Black Eyed Pilseung para a faixa-título, que já havia produzido "Only One". Com esse retorno, Apink tomou uma direção conceitual diferente, com uma imagem mais ousada, madura e sofisticada. "I'm so sick" liderou várias paradas musicais na Coreia do Sul após seu lançamento. O álbum em si liderou a parada do Gaon e fez com que Apink alcançasse sua posição mais alta na parada de álbuns mundiais da Billboard no 11º lugar. A Billboard escolheu a faixa-título como uma das 20 melhores músicas de K-Pop de 2018, observando que "pareceu um pouco meta - já que o grupo feminino de seis membros trocou sua imagem feminina por algo muito mais atraente".
Em agosto, Apink embarcou em outra turnê pela Ásia, visitando Hong Kong, Kuala Lumpur, Jacarta, Singapura, Tóquio e Taipei. Em 1º de dezembro, Apink recebeu o prêmio Top 10 Artists no MelOn Music Awards por sua música "I'm so sick".
2019 - Concerto "Pink Collection: Red and White e Eung Eung
Apink realizou seu quinto show coreano Pink Collection: Red and White em Seul nos dias 5 e 6 de janeiro. O concerto, que foi anunciado em dezembro, esgotou todos os ingressos três minutos após o anúncio. Seguiu-se o show Apink Japan Live Pink Collection em Tóquio, realizado nos dias 2 e 3 de fevereiro.
Em 7 de janeiro, Apink lançou seu oitavo mini-álbum Percent, junto com o single "%%(Eung Eung)", composto novamente pelo colaborador frequente Black Eyed Pilseung e Jeon Goon. O single, que continuou seguindo a nova direção tomada pelo grupo com "I'm so sick", liderou várias paradas musicais na Coreia do Sul após seu lançamento e alcançou a posição 17 na parada digital Gaon, enquanto o álbum alcançou número 3 na parada coreana e número14 na parada de álbuns mundiais da Billboard. Para promover o novo álbum, o Apink apresentou "%%(Eung Eung)" em vários programas de música, juntamente com a b-side "Hug Me", por um período de duas semanas a partir de 9 de janeiro.
Para comemorar seu 8º aniversário, Apink lançou o single digital "Everybody Ready?" dedicado aos fãs em 19 de abril de 2019.
2020 - Grande sucesso com "Dumhdurum".
Em 13 de março de 2020, a Play M Entertainment anunciou que o Apink retornaria em abril. Em 13 de abril, Apink lançou seu nono mini-álbum "Look", bem como o single, "Dumhdurum". A faixa-titulo foi composta e escrita por Black Eyed Pilseung e Jeon Goon, que trabalharam em suas músicas anteriores "I'm so sick" e "%%(Eung Eung)". Após o lançamento, a música liderou quatro grandes paradas em tempo real na Coreia do Sul e se tornou a primeira música do grupo a alcançar o número um no Melon em 5 anos, desde "Remember". Para promover o novo álbum, Apink apresentou "Dumhdurum" em vários programas de música, juntamente com as b-sides "Be Myself", "Love is Blind" e "Moment" por um período de duas semanas a partir de 17 de abril. "Look" estreou no número 2 no Gaon Album Chart, enquanto "Dumhdurum" alcançou o número 2 no Digital Chart, dando ao grupo seu nono single presente no top 10. "Dumhdurum" também ficou em 2º lugar nas principais músicas de K-pop da Billboard de 2020.
2021 - 10⁰ aniversário; Naeun não renovar contrato com a empresa.
Para comemorar seu 10º aniversário, Apink lançou o novo single digital "Thank You" em 19 de abril de 2021.
Em 29 de abril de 2021, a Play M Entertainment anunciou que a integrante Naeun decidiu não renovar seu contrato com a empresa, enquanto as outras cinco integrantes renovaram com a agência. Apesar da mudança de empresa, o grupo não será dissolvido e permanece como um grupo de seis membros.
Em 27 de dezembro, foi realizado o primeiro Onlie Stage do Apink, "Pink Of The Year". Também foi a última vez que o Apink se apresentou com as 6 integrantes.
2022 - Dilemma e saida definitiva da Naeun
Em dezembro de 2021, a IST Entertainment anunciou que Apink faria seu comeback em fevereiro de 2022. Em 14 de fevereiro, o quarto álbum de estúdio do grupo, Horn, juntamente do single "Dilemma", foi lançado.
As promoções de "Dilemma" aconteceram apenas com 5 integrantes, já que a agenda de Naeun impossibilitou a mesma de participar. No dia 22 de fevereiro, o Apink recebeu seu primeiro Win com Dilemma no The Show. 
No dia 8 de abril, Naeun anunciou sua saida oficial do Apink por incompatibilidade de agendas. A mesma escreveu uma cartao a mão e postou seu Instagram, agradecendo por todo amor que recebeu através do Apink.

## Imagem e estilo musical
A imagem de Apink e estilo de música são muitas vezes comparados aos girl groups da primeira geração SES e Fin.K.L. APink é conhecida por sua imagem inocente, incomum entre os conceitos sexy entre os girl groups.
Em 2012, a integrante do Oh Ha Young disse: "Outros girl groups nos dias de hoje tendem a destacar suas habilidades de dança e olhares sensuais, mas o nosso conceito era uma imagem inocente e pura. Eu acho que é por isso que o público se sentiu confortável com a gente." Sua canção de 2014, "LUV", mostra um lado mais maduro para o grupo, mas ainda mantém a sua inocência que são sua marca registrada.
As músicas do APink geralmente se encaixa dentro do gênero pop chiclete. Jeff Benjamin da Billboard comentou que "No No No" foi influenciado pelo synth-pop dos anos 1980 e "LUV", lembra o hip hop dos anos1990."Mr Chu", lançada na primavera de 2014, continua a série de músicas chicletes marcantes do Apink, algo que é 'muito Apink'. Enquanto isso, a faixa-título "Remember" é uma 'música synth-pop alegre que relembra um amor durante o verão' e 'apresenta um ritmo rápido e som vintage para vencer o calor do verão'. Sua faixa-título de 2016, "Only One", é descrita como madura, misturando R&B e dance-pop com batidas sutis de hip-hop, enquanto músicas como "Boom Pow Love" mostram uma vibração muito mais urbana-pop e energética com batidas pulsantes. em comparação com seus hits anteriores.
Com o lançamento de "I'm so sick" de 2018, Apink mostrou uma mudança em seu estilo de música, caminhando para um som mais maduro e sofisticado. A faixa, com seu uso de autotune, synth e house beats, e seu conteúdo lírico de não ter 'nem um' pouco de sentimento para um ex, faz de "I'm so sick" uma faixa muito mais ousada do que o Apink é conhecido a fazer. A faixa "%%(Eung Eung)" de 2019 faz o mesmo. Seu uso de 'snyths efervescentes e batidas rápidas enquanto as membros cantam sobre o tipo de pessoa que se deve amar' faz de "%%(Eung Eung)" outra música que é um afastamento de muitos dos trabalhos anteriores de Apink.

## Integrantes
- Chorong (hangul: 초롱), nascida Park Cho-rong (hangul: 박초롱) em 3 de março de 1991 (34 anos) em Cheongju, Chungcheong do Norte, Coreia do Sul.
- Bomi (hangul: 보미), nascida Yoon Bo-mi (hangul: 윤보미) em 13 de agosto de 1993 (31 anos) em Suwon, Gyeonggi, Coreia do Sul.
- Eunji (hangul: 은지), nascida Jung Hye-rim (hangul: 정혜림) em 18 de agosto de 1993 (31 anos) em Busan, Coreia do Sul. Alterou legalmente seu nome para Jung Eun-ji (hangul: 정은지).
- Namjoo (hangul: 남주), nascida Kim Nam-joo (hangul: 김남주) em 15 de abril de 1995 (30 anos) em Seul, Coreia do Sul.
- Hayoung (hangul: 하영), nascida Oh Ha-young (hangul: 오하영) em 19 de julho de 1996 (29 anos) em Seul, Coreia do Sul.

### Ex-integrantes
- Yookyung (hangul: 유경), nascida Hong Yoo-kyung (hangul: 홍유경) em 22 de setembro de 1994 (30 anos) em Seul, Coreia do Sul.
- Naeun (hangul: 나은), nascida Son Na-eun (hangul: 손나은) em 10 de fevereiro de 1994 (31 anos) em Seul, Coreia do Sul.

## Sub-unidades

### Pink BnN

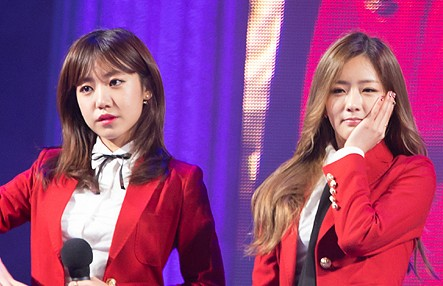

As integrantes Bomi e NamJoo formaram uma subunidade chamada Apink BnN, lançando seu primeiro single intitulado "My Darling", em junho de 2014. Foi produzido por Brave Brothers, como parte 6 de seu projeto do seu 10º aniversário.

## Discografia

### Álbuns de estúdio coreanos
- 2012: Une Année
- 2015: Pink Memory
- 2016: Pink Revolution
- 2022: Horn

### Álbuns de estúdio japoneses
- Pink Season (2015)
- Pink Doll (2016)
- Pink Stories (2017)

### Extended plays
- 2011: Seven Springs of A Pink
- 2011: Snow Pink
- 2013: Secret Garden
- 2014: Pink Blossom
- 2014: Pink Luv
- 2017: Pink Up
- 2018: ONE & SIX
- 2019: Percent
- 2020: Look

## Filmografia

### Televisão
| Ano       | Título                  | Rede   | Integrante | Nota         |
| --------- | ----------------------- | ------ | ---------- | ------------ |
| 2011      | APink News              | TrendE | APink      |              |
| 2011–2012 | Birth of a Family       | KBS    | APink      | com Infinite |
| 2011–2012 | APink News 2ª Temporada | TrendE | APink      |              |
| 2012      | APink News 3ª Temporada | TrendE | APink      |              |
| 2014      | APink Showtime          | MBC    | APink      |              |

### Dramas
- 2011 MBC All My Love (Chorong)[79]
- 2012 tvN Reply 1997 (Eunji;[80] participação especial de Bomi e Chorong[81] no 9º episódio)
- 2012 SBS The Great Seer (NaEun)[82]
- 2012 JTBC Childless Comfort (NaEun)[27]
- 2013 SBS That Winter, The Wind Blows (Eunji)[28]
- 2013 tvN Reply 1994 (Eunji)
- 2014 KBS2 Trot Lovers (Eunji)
- 2014 tvN Plus Nine Boys  (Chorong)
- 2015 KBS2 Cheer Up (Eunji)
- 2015 Naver TVCast Detective Alice (NamJoo)
- 2015 Naver TVCast Love Detective Sherlock K (Bomi)
- 2016 tvN Cinderella And Four Knigths (NaEun)

### Programas de variedade
- 2013 MBC We Got Married (NaEun)[83]
- 2016 MBC We Got Married (Bomi)[84]

### Filmes
- 2012 Marrying the Mafia 5: Return of the Family (NaEun)[85]
- 2013 The Miracle (NaEun)

### Musicais
- 2012–2013 Legally Blonde (Eunji como Elle Woods)[86]
- 2014 Full House (Eunji como Han Ji Eun)

### Comerciais
- BBQ Chicken (Chorong e YooKyung como dançarinas)
- Ceylon Tea
- LG U + Zone
- Skool Looks ("Skinny Baby" e "5! My Baby" com B2ST)

### Vídeos musicais
| Ano  | Vídeo musical                                      | Duração |
| ---- | -------------------------------------------------- | ------- |
| 2011 | "I Don't Know"                                     | 3:53    |
| 2011 | "Wishlist"                                         | 3:35    |
| 2011 | "It Girl"                                          | 3:29    |
| 2011 | "My My"                                            | 4:12    |
| 2011 | "Skinny Baby" (com B2ST)                           | 3:30    |
| 2012 | "Love Day" (Eunji com Yoseob do B2st)              | 3:54    |
| 2012 | "Hush"                                             | 3:30    |
| 2012 | "All For You" (Eunji com Seo In Guk)               | 4:10    |
| 2013 | "MINI" (com B.A.P) "5! My Baby" (com B2st)         | 2:44    |
| 2013 | "One Year Ago" (Eunji, NamJoo e Hyunseung do B2ST) | 4:22    |
| 2013 | "Short Hair" (Eunji e Huh Gak)                     | 3:46    |
| 2013 | "NoNoNo"                                           | 3:45    |
| 2013 | "Secret Garden"                                    | 4:06    |
| 2014 | "Good Morning Baby"                                | 3:47    |
| 2014 | "Mr. Chu"                                          | 3:26    |
| 2014 | "Crystal"                                          | 3:25    |
| 2014 | "NoNoNo (versão japonesa)"                         | 3:03    |
| 2014 | "Luv"                                              | 4:03    |
| 2015 | "Remember"                                         | 4:06    |
| 2016 | "Only One"                                         | 3:12    |
| 2016 | "Cause You're My Star"                             | 3:17    |
| 2017 | "Bye Bye"                                          | 3:11    |
| 2017 | "Always"                                           | 3:11    |
| 2017 | "Five"                                             | 3:15    |
| 2017 | "Go!Go!"                                           | 3:26    |
| 2017 | "Orion"                                            | 3:38    |

### Trilhas sonoras
| Ano  | Músicas                         | Membro(s)              | Álbum                  |
| ---- | ------------------------------- | ---------------------- | ---------------------- |
| 2011 | "Let Us Just Love"              | Apink                  | Protect the Boss OST   |
| 2012 | "All For You"                   | Eunji                  | Reply 1997 OST         |
| 2012 | "Just the Way We Love"          | Eunji                  | Reply 1997 OST         |
| 2013 | "One Minute Ago"                | Eunji com Kang Ho Dong | Barefooted Friends OST |
| 2014 | "It's You" (Korean: 그대라구요) | Eunji                  | Three Days OST         |

### Aparições em vídeos musicais
| Ano  | Música                                           | Artista    | Nota            |
| ---- | ------------------------------------------------ | ---------- | --------------- |
| 2010 | "Beautiful"                                      | B2st       | Naeun           |
| 2010 | "숨 (Breath)"                                    | B2st       | Naeun           |
| 2010 | "I Like You The Best"                            | B2st       | Naeun           |
| 2011 | "Shock" (Japanese Version)                       | B2st       | Chorong         |
| 2012 | "비밀 (Insane)"                                  | BTOB       | Chorong         |
| 2012 | "나를 사랑했던 사람아 (A Person I Used To Love)" | Huh Gak    | Naeun           |
| 2012 | "아프다 (It Hurts)"                              | Huh Gak    | Naeun           |
| 2013 | "슬픈약속 (That's My Fault)"                     | SPEED      | Naeun           |
| 2013 | "1440"                                           | Huh Gak    | Hayoung         |
| 2013 | "Frozen"                                         | Shin Bo-ra | Hayoung com CNU |
| 2013 | "Marry Me"                                       | K-Hunter   | Bomi            |

## Patrocínios
- Cottiny (Marca de acessórios coreana)
- Converse Korea[87]
- Skool Looks (Marca de uniformes escolares coreana; com B2STt)
- Elsword[88] (Jogo de RPG)

## Embaixador
| Ano  | Título                                   | Membro(s) |
| ---- | ---------------------------------------- | --------- |
| 2014 | Military Manpower Service Administration | Apink     |
| 2014 | Dongguk University                       | Naeun     |

## Prêmios e indicações
| Ano  | Prêmio                                                  | Categoria                         | Resultado |
| ---- | ------------------------------------------------------- | --------------------------------- | --------- |
| 2011 | 13º Mnet Asian Music Awards                             | Melhor Novo Artista Feminino      | Venceu    |
| 2011 | 19º Republic of Korean Culture and Entertainment Awards | Prêmio Idol Music Rookie          | Venceu    |
| 2011 | MTV Best Of the Best                                    | Hot Debut Star                    | Indicado  |
| 2011 | Bugs Music Awards                                       | Melhor Rookie                     | Indicado  |
| 2011 | 26º Golden Disk Awards                                  | Melhor Artista Recém-chegado      | Venceu    |
| 2012 | 7º Asia Model Festival Awards                           | Prêmio New Star                   | Venceu    |
| 2012 | 21º Seoul Music Awards                                  | Prêmio Recém-chegado              | Venceu    |
| 2012 | 1º Gaon Chart Awards                                    | Novo Artista do Ano               | Venceu    |
| 2012 | 20º Republic of Korean Cultural Entertainment Awards    | Notável Cantora                   | Venceu    |
| 2012 | Seoul Music Awards                                      | Prêmio Bonsang                    | Indicado  |
| 2012 | Seoul Music Awards                                      | Prêmio Popularidade               | Indicado  |
| 2012 | MTV Best Of Best                                        | Melhor Vídeo Feminino             | Venceu    |
| 2013 | 15º Mnet Asian Music Awards                             | Próximo Geração de Estrela Global | Venceu    |
| 2013 | 2º Gaon Chart Awards                                    | Assunto Popular                   | Venceu    |
| 2014 | 6º MelOn Music Awards                                   | Melhor Dança Feminina             | Venceu    |
| 2014 | 24º Seoul Music Awards                                  | Prêmio Bonsang                    | Venceu    |
| 2014 | 28º Golden Disk Awards                                  | Digital Bonsang                   | Venceu    |
| 2014 | 3º Gaon Chart Awards                                    | Performance Mais Quente Do Ano    | Venceu    |
| 2014 | 1º Military Chart Award                                 | Melhor Grupo Feminino             | Venceu    |
| 2014 | 20º Korean Entertainment Arts Awards                    | Prêmio Netizen                    | Venceu    |
| 2014 | SBS Award Festival                                      | TOP 10 Artistas                   | Venceu    |
| 2015 | 29th Japan Gold Disc Award                              | 3 Melhores Novos Artistas da Ásia | Venceu    |

## Programas musicais
Estes são vitórias de APink em shows de música televisionadas da Coreia do Sul. Até agora, Apink ganhou 19 prêmios e 27 prêmios de programas musicais.

### M!Countdown
- 5 de janeiro de 2012 com "My My"[100]
- 10 de abril de 2014 com "Mr. Chu"[101]
- 8 de maio de 2014 com "Mr. Chu"[102]
- 18 de dezembro de 2014 com "LUV"
- 25 de dezembro de 2014 com "LUV"[103]

### Show Champion
- 17 de julho de 2013 com "NoNoNo"[104]
- 9 de abril de 2014 com "Mr. Chu"[105]

### Music Bank
- 19 de julho de 2013 com "NoNoNo"[106]
- 11 de abril de 2014 com "Mr. Chu"[107]
- 5 de dezembro de 2014 com "Luv"
- 12 de dezembro de 2014 com "Luv"[108]
- 19 de dezembro de 2014 com "Luv"[109]
- 26 de dezembro de 2014 com "Luv"[110]
- 13 de julho de 2018 com "I'm so sick"

### Show! Music Core
- 12 de abril de 2014 com "Mr. Chu"[111]
- 6 de dezembro de 2014 com "LUV"
- 13 de dezembro de 2014 com "LUV"
- 20 de dezembro de 2014 com "LUV"[112]
- 3 de janeiro de 2015 com "LUV"
- 10 de janeiro de 2015 com "LUV"[55][113]

### Inkigayo
- 13 de abril de 2014 com "Mr. Chu"[111]
- 7 de dezembro de 2014 com "LUV"
- 14 de dezembro de 2014 com "LUV"
- 28 de dezembro de 2014 com "LUV"[114]
- 16 de julho de 2018 com "I'm so sick"

### The Show
- 2 de dezembro de 2014 com "LUV"
- 9 de dezembro de 2014 com "LUV"
- 16 de dezembro de 2014 com "LUV"[115]
- 6 de janeiro de 2015 com "LUV"
- 10 de julho de 2018 com "I'm so sick"